# Tortum-Wasserfall
Der Tortum-Wasserfall ist ein Wasserfall in der Türkei, der sich unterhalb des Tortumsees, 100 Kilometer nördlich von Erzurum im Landkreis Uzundere, befindet.
Ein Erdrutsch blockierte das Tal, durch das der Fluss Tortum Çayı floss. Der dadurch entstandene See ist acht Kilometer lang und einen Kilometer breit. Das Wasser bahnte sich einen neuen Weg durch das Tal, der über eine 48 Meter hohe Felskuppe führte. Die Abbruchstelle links vom Abhang des Kemerlidağ auf der linken Talseite des Erdrutsches ist immer noch klar erkennbar.
Einige Geologen gehen davon aus, dass es sich um einen sehr alten Erdrutsch handelt. Dagegen gibt es eine weitere Theorie, dass es sich hierbei um einen vergleichsweise jungen Erdrutsch handle, welcher höchstens einige Jahrhunderte alt sein kann.
Der Tortum-Wasserfall war der höchste Wasserfall in der Türkei. Seit der Fertigstellung des Tortum-Wasserkraftwerks im Jahre 1960 fließt das im Tortumsee gefasste Wasser durch Kanäle und Leitungen zu den Turbinen. Der Wasserfall wird nur noch während einer sehr kurzen Zeit in den Monaten Mai und Juni durch das Überschusswasser gespeist, wenn der Wasserstand im See besonders hoch ist. In den übrigen Monaten sind das Flussbett und der Wasserfall beinahe ausgetrocknet.
Das Gebiet um den Wasserfall hat sich zu einem Erholungsgebiet für Touristen entwickelt. Eine Beobachtungsplattform ermöglicht es, den Wasserfall aus nächster Nähe zu bewundern. Die Brücke flussabwärts des Wasserfalles kann über eine Treppe erreicht werden.
Der Fluss Tortum fließt nach dem Wasserfall über eine beeindruckende Kaskade von kleinen Wasserfällen hinunter ins Tal Tev.

## Tortumsee
Der Erdrutsch formte nicht nur den Tortumsee mit dem Wasserfall, sondern noch weitere vier kleine Seen. Diese vier beachtlich klaren und blauen Seen, Incegöl, Karagöl, Efendigilin Gölü und Nazlıgilin Gölü, werden mit Sickerwasser gespeist und beherbergen große Mengen an Forellen.
Der Tortumsee ist von Kalkstein aus der Kreidezeit umgeben. An der östlichen Küste des Sees sind Erdschichten sichtbar, die auf den Erdrutsch zurückzuführen sind. Der See ist an seiner tiefsten Stelle etwa 100 Meter tief.